# Faranah (prefectuur)
Faranah is een prefectuur in de regio Faranah van Guinee. De hoofdstad is Faranah, die tevens de hoofdstad van de regio Faranah is. De prefectuur heeft een oppervlakte van 12.960 km² en heeft 280.170 inwoners.
De prefectuur ligt in het midden van het land, op de grens met Sierra Leone. De rivier de Niger ontspringt in het zuiden van de prefectuur en stroomt vervolgens in noordelijke richting.

## Subprefecturen
De prefectuur is administratief verdeeld in 12 sub-prefecturen:

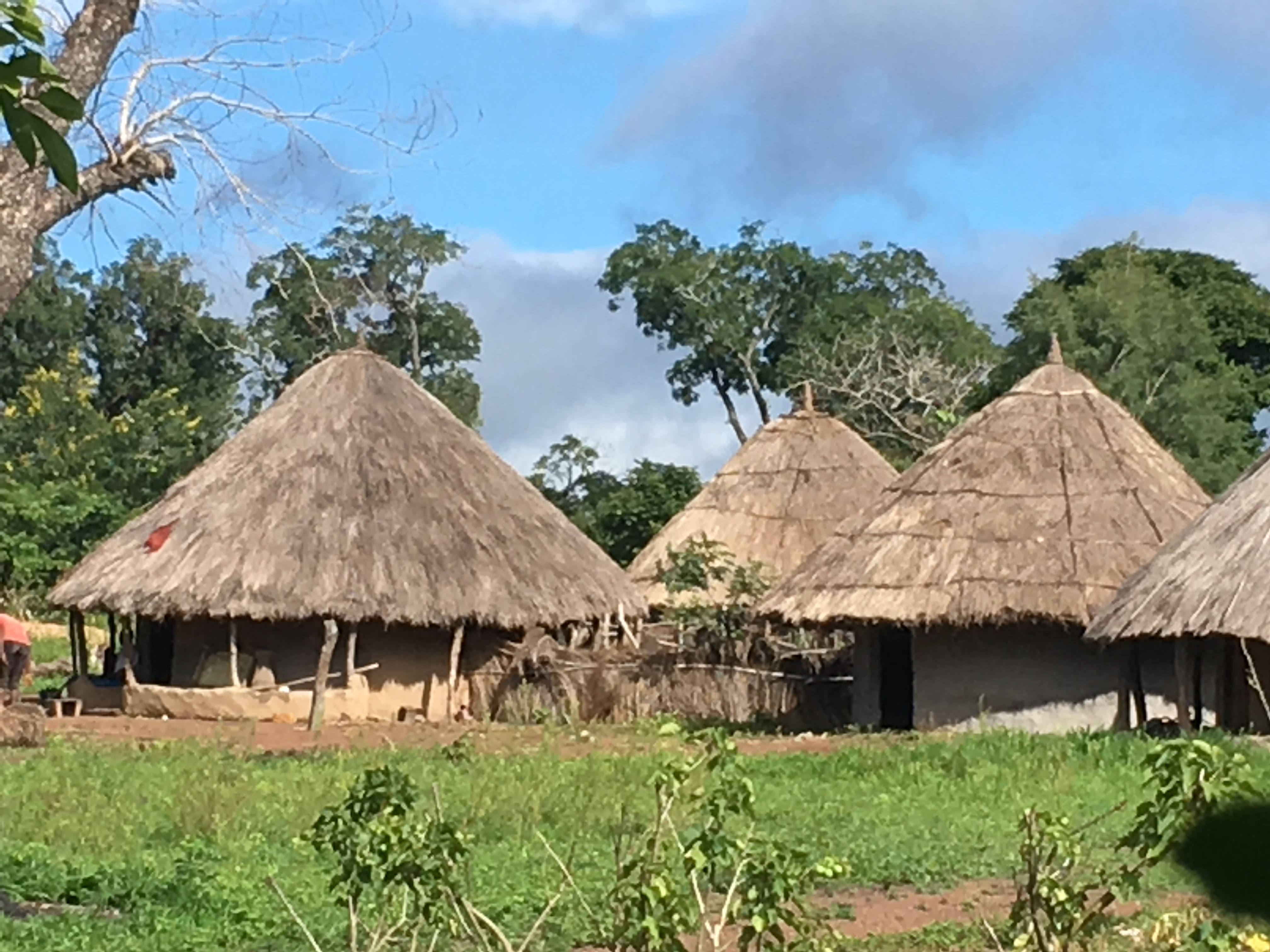
Dorpje in Faranah

1. Faranah-Centre
2. Banian
3. Beindou
4. Gnaléah
5. Hérémakonon
6. Kobikoro
7. Marela
8. Passayah
9. Sandéniah
10. Songoyah
11. Tindo
12. Tiro